# Separations
Separations è il terzo album in studio del gruppo alternative rock britannico Pulp, pubblicato nel 1992. L'album tuttavia è stato registrato nel 1989.

## Tracce
Side 1
1. Love Is Blind – 5:45
2. Don't You Want Me Anymore? – 3:52
3. She's Dead – 5:09
4. Separations – 4:45
5. Down by the River – 3:39

Side 2
1. Countdown – 5:07
2. My Legendary Girlfriend – 6:51
3. Death II – 5:36
4. This House Is Condemned – 7:52

## Formazione
- Jarvis Cocker - voce, chitarra
- Russell Senior - chitarra, violino, voce (9)
- Candida Doyle - tastiere
- Steve Mackey - basso
- Nick Banks - batteria, programmazioni